# Anna Maria Bottini
Anna Maria Bottini, née le 24 mars 1916 à Milan et morte le 9 août 2020 à Giove, est une actrice italienne. 

## Biographie
Anna Maria Bottini a fréquenté l'Accademia dei Filodrammatici à Milan, où elle a obtenu son diplôme en 1936, commençant la carrière d'actrice à la fin de la Seconde Guerre mondiale .
Elle a travaillé dans des dizaines de films, collaborant  avec des réalisateurs tels que Luchino Visconti, pour qui elle a joué dans Le Guépard. Elle abandonne l'activité cinématographique au début des années 1980, se consacrant exclusivement au théâtre. 
Mariée avec l'acteur Tino Bianchi (1905-1996), elle est morte le 9 août 2020, à l'âge de 104 ans .

## Filmographie partielle
- 1949 : Cet amour éternel (Altura) de Mario Sequi
- 1951 : Le Mousquetaire fantôme (La paura fa 90), de Giorgio Simonelli
- 1953 : Femmes damnées (Donne proibite) de Giuseppe Amato
- 1959 : La loi (La Legge) de Jules Dassin
- 1959 : Fripouillard et Cie (I tartassati) de Steno
- 1963 : Le Guépard (Il Gattopardo) de Luchino Visconti
- 1964 : Un monstre et demi (Un mostro e mezzo) de Steno
- 1965 : L'Amant paresseux (Il morbidone) de Massimo Franciosa
- 1973 : Rugantino de  Pasquale Festa Campanile